# Pałac Karolin
Pałac Karolin w Otrębusach – zespół pałacowo-parkowy zaprojektowany przez prof. Czesława Domaniewskiego znajdujący się w Karolinie, w miejscowości Otrębusy, obecnie siedziba Państwowego Zespołu Ludowego Pieśni i Tańca "Mazowsze" im. Tadeusza Sygietyńskiego.

## Historia
W XIX wieku Warszawskie Towarzystwo Pomocy Lekarskiej i Opieki nad Umysłowo i Nerwowo Chorymi postanowiło zbudować sanatorium „dla niezamożnych i nerwowo chorych”. Ziemię pod tę inwestycję („Dacza Karolin”, „Osada Karolin”, „Kolonia Karolin”) towarzystwo odkupiło od Feliksa Bobrowskiego. Po śmierci Feliksa budowę wsparła jego żona, pałac został nazwany Karolinem od jej imienia. Budowę dworku rozpoczęto w 1909 roku a w 1911 roku został oddany do użytku. Z powodu braku funduszy zawieszono działalność sanatorium, a budynek zajął Rosyjski Czerwony Krzyż, a później niemiecki szpital wojskowy. W 1923 r. Towarzystwo wydzierżawiło Karolin na 5 lat Towarzystwu Dobroczynności. W Karolinie zamieszkało wówczas 120 sierot. Nerwowo chorzy wrócili do Karolina w 1932 r., po generalnym remoncie zrujnowanego pałacu. W Karolinie miał powstać szpital lub sanatorium dla wysoko postawionych osób w państwie, jednakże ostatecznie narodził się pomysł o przeznaczeniu budynku na nieistniejący jeszcze wówczas zespół ludowy, którego powstaniem miał się zająć Tadeusz Sygietyński i Mira Zimińska. W 1949 roku już po wojnie i okupacji w opłakanym stanie budynek został przekazany na potrzeby Państwowego Zespołu Ludowego Pieśni i Tańca „Mazowsze”, stając się miejscem pierwszych warsztatów i występów tancerzy zespołu. W 2015 roku została ukończona modernizacja pałacu za 25 mln zł z budżetu województwa mazowieckiego i ze środków Unii Europejskiej.
We wrześniu 1990 r. w pałacu wybuchł pożar – spłonął dach budynku oraz przechowywane na najwyższej kondygnacji kostiumy, przedwojenne suknie Miry Zimińskiej i liczne pamiątki z wyjazdów.

## Opis architektury
Budynek otacza 14-hektarowy park a na przyległym do niego terenie powstała nowoczesna sala widowiskowa Taras, do którego wiodą dwubiegowe schody z tralkową balustradą jest otoczony pięknymi, starymi drzewami, wśród których wyróżniają się największe w Polsce tulipanowce. Widać z niego perspektywę długiej, wybiegającej w las alei. Pod okapem dachu znajduje się fryz malowany w liście. Od frontu umiejscowiony został okrągły skwer z głazem upamiętniającym twórców „Mazowsza” i wiankiem kamieni, na których wyryto nazwy krajów i daty występów.
W skład dworku wchodzi budynek gospodarczy, budynek "biały dworek" oraz budynek główny.